# Podani János
Podani János (Budapest, 1952. május 25. –) biológus, ökológus, egyetemi tanár, a Magyar Tudományos Akadémia rendes tagja. Kutatási területe a szupraindividuális biológia, valamint a kapcsolódó rendszertan és ökológia.

## Tanulmányai, munkássága
Már az általános iskolában élénk érdeklődést tanúsított a biológia iránt, ekkor alapozta meg növénygyűjteményét. Már a középiskolát is biológiai érdeklődésének megfelelően választotta, a László Gimnáziumba járt biológia-kémia szakra. Az ELTE Természettudományi Karon is biológia-kémia szakos tanárként végzett. A 70-es évek végén már kis kötete jelent meg a Búvár zsebkönyvek sorozatában a tengeri gerinctelen állatokról.
Mesterének Juhász-Nagy Pál professzort tartja, akitől a döntő lökést kapta, hogy szupraindividuális biológiával, rendszertannal és ökológiával foglalkozzon. Ezen a téren korán elkezdte a számítógépes módszerek alkalmazását.
Egyik fő műve A szárazföldi növények evolúciója és rendszertana. amit a legújabb tudományos eredmények tükrében már háromszor dolgozott át. Nemzetközileg is ismert és elismert tudós, tudományos közleményeinek száma (főleg angol nyelven) másfél száz körül mozog, magas idézettséggel.

## Díjak, elismerések
- Akadémiai Díj (Magyar Tudományos Akadémia Elnöksége): 1990
- Ipolyi Arnold tudományfejlesztési díj (OTKA): 2002
- Akadémiai Kiadó Nívódíja (Akadémiai Kiadó): 2003, 2015
- Juhász-Nagy Pál-díj (MTA-NEST Alapítvány): 2005
- A Magyar Ökológiáért Emlékérem (Magyar Ökológusok Tudományos Egyesülete): 2018